# Predica di san Giovanni Battista (Bruegel)

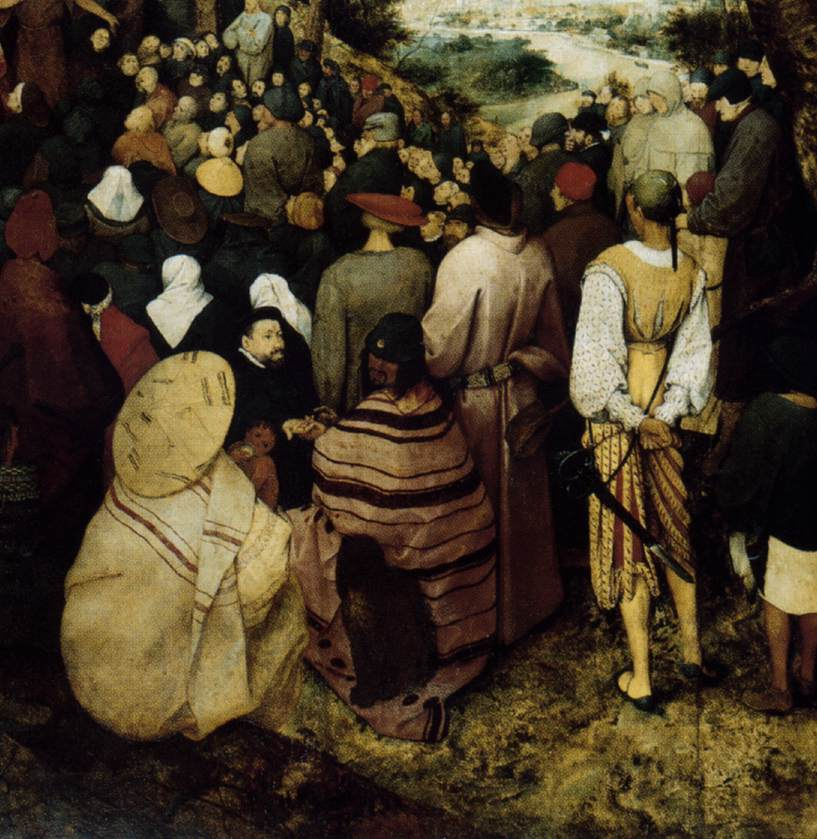
Dettaglio

La Predica di san Giovanni Battista è un dipinto a olio su tavola (95x160,5 cm) di Pieter Bruegel il Vecchio, datato 1566 e conservato nel Museo di belle arti di Budapest. È firmato "BRVEGEL M.D.LXVI".

## Storia
L'opera entrò nel museo nel 1951, dal palazzo Batthyány di Nagycsány.

## Descrizione e stile
La predica del Battista è ambientata all'aperto, in una radura boscosa, e come in altre opere l'artista mise il protagonista in secondo piano, concentrandosi invece su una serie di figure tratte dal quotidiano più vicine allo spettatore. Giovanni è infatti in piedi al centro della folla, individuabile grazie a una serie di linee di forza e al convergere degli sguardi verso di lui, e sta indicando colui che, più grande di lui, lo seguirà: è infatti Cristo, che è presente, e sta in piedi con le braccia incrociate al petto poco più a destra. Ha la barba e i capelli rossi e, come gli altri estanti, è intento ad ascoltare la predica.
L'occhio dell'osservatore viene rapito dalla moltitudine di personaggi che affollano la scena, vestiti delle fogge più svariate, che differenziano le classi sociali, i mestieri e la ricchezza dei presenti. Spicca il gruppo centrale, con lo zingaro che ci copre con un mantello a righe e legge la mano a un aristocratico con abiti contemporanei; la chiromanzia era vietata sin dal medioevo e lo stesso Calvino ne aveva proibito la pratica ai suoi seguaci. Un cane sta appoggiato sul suo mantello. Accanto sta una figura con un enorme cappello di paglia estivo, per il lavoro nei campi, avvolta in un mantello giallo e con in braccio un bambino che guarda fuori dal dipinto. Un soldato in piedi, di spalle, ha abito dall'evidente foggia esotica.
Sull'altura a destra, il personaggio barbuto di profilo vicino al bordo, è stato indicato come un possibile autoritratto dell'artista.
Probabilmente nel rappresentare la scena all'artista venne chiesto di ricordare una riunione di anabattisti, inserendovi numerosi ritratti di contemporanei. Tali gruppi, verso i quali lo stesso autore provava simpatie, aveva raggiunto una notevole diffusione nei decenni 1560-1570, ma a differenza delle rumorose prediche dei Calvinisti si distinguevano per la tranquillità, soprattutto dopo che essi erano divenuti una minoranza in seguito alle repressioni sanguinose.